# Tus padres volverán
Tus padres volverán és un documental uruguaià de 2015, dirigit per Pablo Martínez Pessi, sobre l'arribada a l'Uruguai des d'Espanya de 154 nens, fills d'uruguaians exiliats a Europa després del Cop d'estat de 1973 a l'Uruguai.

## El viatge
La idea del viatge va començar a l'octubre de 1983. Víctor Vaillant, Eduardo Fernández, Silvia Ferreira i Ernesto de los Campos van viatjar a Europa a reunir-se amb la resistència a la dictadura, formada per uruguaians exiliats en Espanya, França, Suïssa, Itàlia, Grècia, Dinamarca, Països Baixos i Suècia; en una trobada amb el militant exiliat Artigas Melgarejo, va néixer la idea d'organitzar el viatge a l'Uruguai dels fills dels exiliats polítics a Europa. Per a llavors, fins de 1983, la que s'havia instal·lat deu anys abans començava a sentir les raneres finals de la seva decadència, impulsada per la lluita popular; en aquest marc de lluita i mobilització, i de forta solidaritat internacional, neix aquesta idea, forma nova i inèdita de pressionar a la dictadura, en moments en què aquesta començava a donar signes de feblesa.
Pel Nadal d'aquest any es van reunir a Madrid aquells nens i adolescents, d'entre 3 i 17 anys; des d'allí, un vol xàrter posat a disposició pel president espanyol Felipe González els va portar a l'Uruguai. El 26 de desembre, l'avió de Iberia va aterrar a l'aeroport de Carrasco amb els 154 nens, els que van ser rebuts per milers de persones que els van acompanyar en caravana fins al local de l'Associació de Bancaris de l'Uruguai, on van ser lliurats als seus familiars. Durant les vuit hores que va trigar el trajecte dels dotze quilòmetres des de l'aeroport fins a la Ciudad Vieja es podia escoltar la proclama: «¡Tus padres volverán!».

## El documental: el relato de los protagonistas

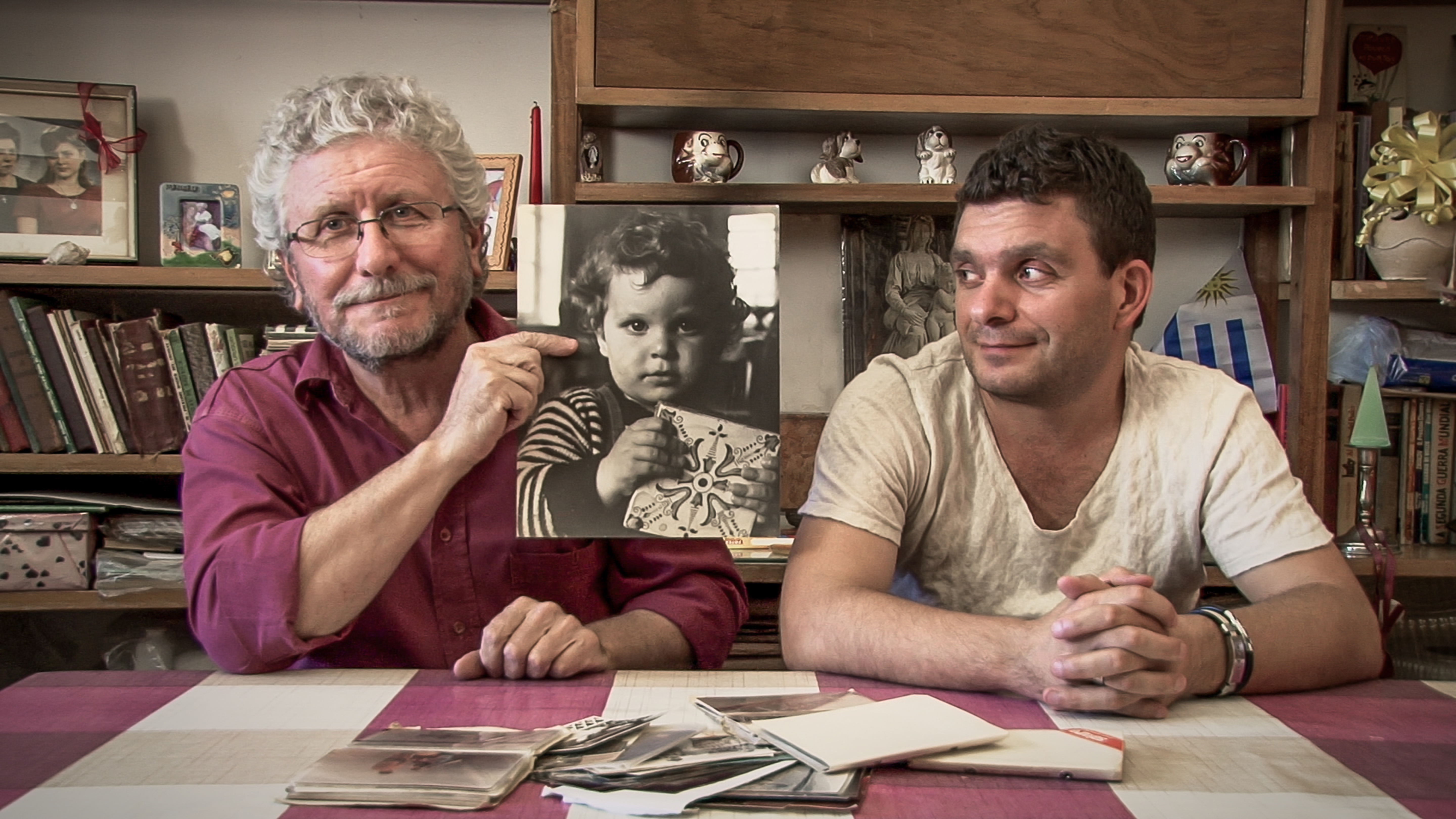
Tus padres volverán (Uruguay, 2015)

Salvador Banchero, Fernando De Meersman, Jorge Garibaldi, Marcos Medina, Cecilia Rodríguez i Guzmán Tierno són sis dels 154 nens que van protagonitzar aquell viatge. Al mateix temps que mostra com viuen aquests «nens» més de trenta anys després, el documental recull el relat de les seves experiències i conseqüències personals, les que són molt diferents: des de qui ho recorda com unes vacances fantàstiques i inoblidables a un país llunyà, on va conèixer a gran part de la seva família, fins a qui sent haver estat utilitzat com a mer instrument de protesta contra un govern de facto.